# تشارلز إف. أوسبورن
تشارلز إف. أوسبورن هو محامي وسياسي أمريكي، (و. 1847 – 1923 م). نشط حزبياً في الحزب الجمهوري. وقد انتخب عضو جمعية ولاية ويسكونسن ‏.